# Pålrot

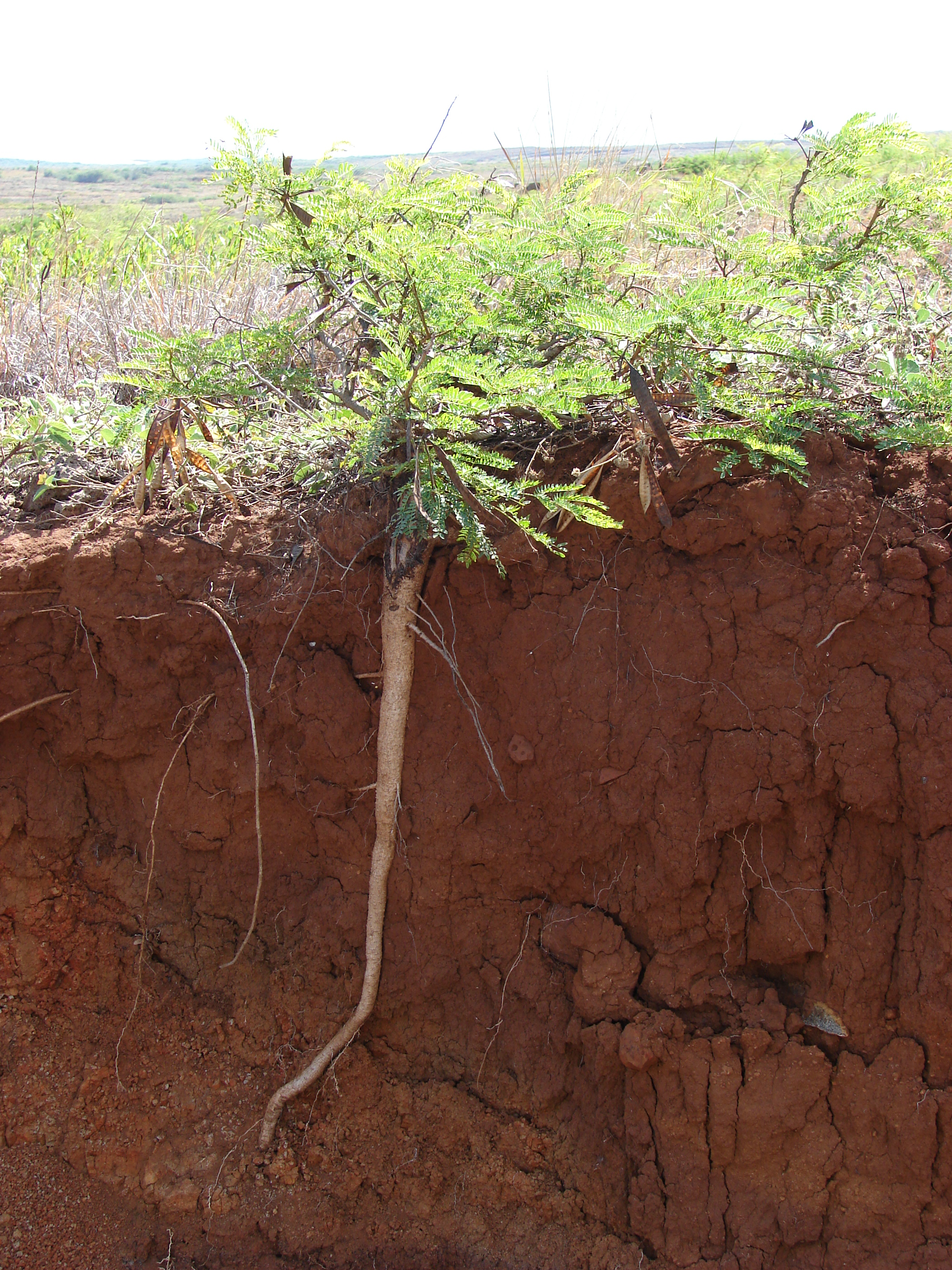

En pålrot är en typ av rot som vissa växter har. Dessa växter utvecklar pålrot när markförhållandena är gynnsamma för detta. Pålroten växer rakt ner under stammen och från pålrotens sidor grenar mindre rötter ut sig. Träd som har fullt utvecklad pålrot, till exempel tall, står mycket stadigt. Därför bryts tallstammar ofta av i storm, medan träd med ytliga rötter, till exempel gran, oftare välter omkull med hela roten, så kallad rotvälta.
Hos vissa kulturväxter är det pålroten som skördas och äts, till exempel hos morot, rättika, pepparrot och palsternacka. Pålrot hos maskros går att torka och rosta för att sedan göra maskroskaffe.